# قرة قية (تكاب)
قرة قية هي قرية في مقاطعة تكاب، إيران. عدد سكان هذه القرية هو 494 في سنة 2006.